# قلعه کهنه (نردین)
قلعه کهنه نردین مربوط به سده‌های میانه دوران‌های تاریخی پس از اسلام است و در شهرستان شاهرود، بخش میامی، دهستان نردین، شمال روستای نردین واقع شده و این اثر در تاریخ ۷ اسفند ۱۳۸۶ با شمارهٔ ثبت ۲۱۴۱۸ به‌عنوان یکی از آثار ملی ایران به ثبت رسیده است.